# Каждую минуту рождается лох
Каждую минуту рождается лох (англ. There's a sucker born every minute) — американская крылатая фраза, обычно приписываемая Ф. Т. Барнуму, но, возможно, принадлежащая критику Барнума, Давиду Хэннуму (англ. David Hannum). Смысл выражения состоит в том, что обманщики всегда могут найти доверчивых жертв.

## Атрибуции

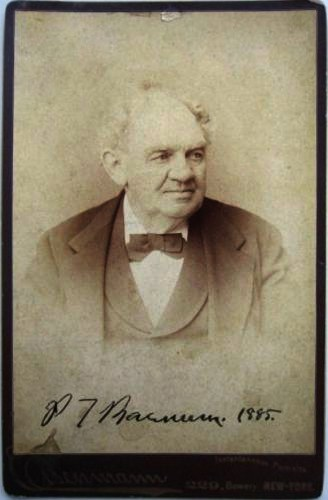
Фотография Ф. Т. Барнума

Некоторые источники приписывают фразу известному преступнику Джозефу Бессимеру (англ. Joseph "Paper Collar Joe" Bessimer). Другие указывают на авторство Давида Хэннума, который сказал слова, критикуя Барнума за его поведение в знаменитом розыгрыше «Гигант из Кардиффа». Барнум тогда сделал копию «оригинальной» окаменелости, и продолжал делать деньги на показе копии даже после того, как было доказано, что как оригинал, так и копия являются подделками.
Герберт Асбери в своей книге англ. Gem of the Prairie: Chicago Underworld приписывает авторство Майклу Кассиусу Макдональду (англ. Michael Cassius McDonald), владельцу баров и казино в Чикаго в 1860-х годах. По словам Асбери, когда партнёр Макдональда Харри Лоуренс (англ. Harry Lawrence) забеспокоился, что в игровом зале англ. The Store устанавливается слишком много рулеток и столов для фараона, Макдональд посоветовал ему не волноваться, так как лохи рождаются ежеминутно.
В романе Джона дос Пассоса «42-я параллель», вышедшем в 1930 году, фраза приписывается Марку Твену.

## В печати
Считается, что фраза впервые была напечатана в 1885 году в биографии мошенника en:Hungry Joe англ. The Life of Hungry Joe, King of the Bunco Men. Выражение также встречается в изданном в 1898 году романе Опи Рида англ. A Yankee from the West.

## Схожие фразы
Сходные фразы встречаются в печати гораздо раньше. Например, в январе 1806 года European Magazine писал: «По наблюдению одного члена левитского племени, произнесённому по поводу рассказа об успешной продаже безнадёжно повреждённого товара, That there vash von fool born every minute».
Согласно Давиду Мауреру (англ. David W. Maurer) в его книге англ. The Big Con (1940) мошенники использовали схожую поговорку: англ. There’s a mark born every minute, and one to trim 'em and one to knock 'em, говоря о большом количестве возможных жертв, мошенников и честных людей (англ. trim здесь используется в значении «обобрать», а англ. knock в смысле «отговорить от ошибки»).

## В массовой культуре
Мюзикл «Барнум», посвящённый Ф. Т. Барнуму, открывается песней англ. There is a Sucker Born Ev'ry Minute.